# 三清山
座標: 北緯28度54分57秒 東経118度03分52秒 / 北緯28.91583度 東経118.06444度
三清山（さんせいざん、拼音: Sānqīng Shān）は江西省上饒市玉山県と徳興市の境界に位置し、玉山県の市街地から約50キロメートル、上饒市の中心部から約78キロメートル離れる。一帯は懐玉山脈に属し、花崗岩の峰と柱状の奇岩が発達している。
道教の名山であり、風景は秀麗である。三清山の名前は、「三峰（玉京、玉虚、玉華の三峰）の様子が高く険しく、まるで、三清が頂上に座っているかのようだ」（三峰峻抜、如三清列坐其巓）に由来する。三峰の中では、玉京峰が最も高く、海抜は1819.9メートルである。
山には暈と虹がしばしば出現し、滝、湖、泉も多い。亜熱帯に属しながらモンスーンと海洋性気候の影響を強く受けているため、温帯林の島を形成している。2008年にユネスコの世界遺産に登録された。

## 歴史
東晋時代に葛洪がこの地で、不老不死の丹薬を作ったことがはじまりである。唐の僖宗の時代に、信州太守であった、王鑑が太守を解任された後、三清山で隠棲した。宋の時代に、王鑑の末裔である王霖が道観を建設し、三清山は道家の洞天福地となった。

## 名勝
三清山は1988年8月、中華人民共和国国家重点風景名勝区と中国国家4A級旅游景区に指定され、2011年に中国の5A級観光地となった。2005年9月には、三清山は中華人民共和国国土資源部より国家地質公園として認められた。また、ユネスコ世界ジオパークにも認定されている。三清山は野生の動植物の宝庫であり、22,950ヘクタールの公園内には、植物1000種類以上、動物800種類以上が存在する。
- 三清山九大景区：南清園、万寿園、西海岸、陽光海岸、玉京峰、三清宮、西華台、三洞口、石鼓嶺、玉霊観
- 三清山十大絶景：司春女神、巨蟒出山、猴王献宝、玉女開懐、老道拝月、観音賞曲、葛洪献丹、神竜戯松、三竜出海、蒲牢鳴天

## 登録基準
この世界遺産は世界遺産登録基準のうち、以下の条件を満たし、登録された（以下の基準は世界遺産センター公表の登録基準からの翻訳、引用である）。
- (7) ひときわすぐれた自然美及び美的な重要性をもつ最高の自然現象または地域を含むもの。

## ギャラリー

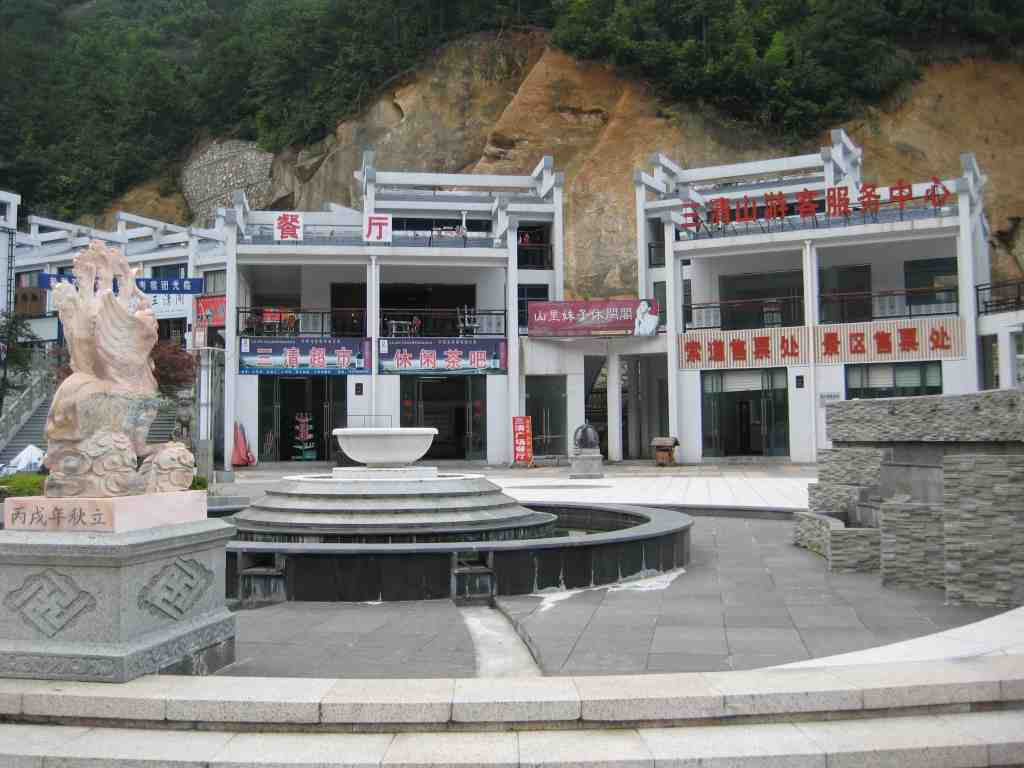
三清山索道切符売場
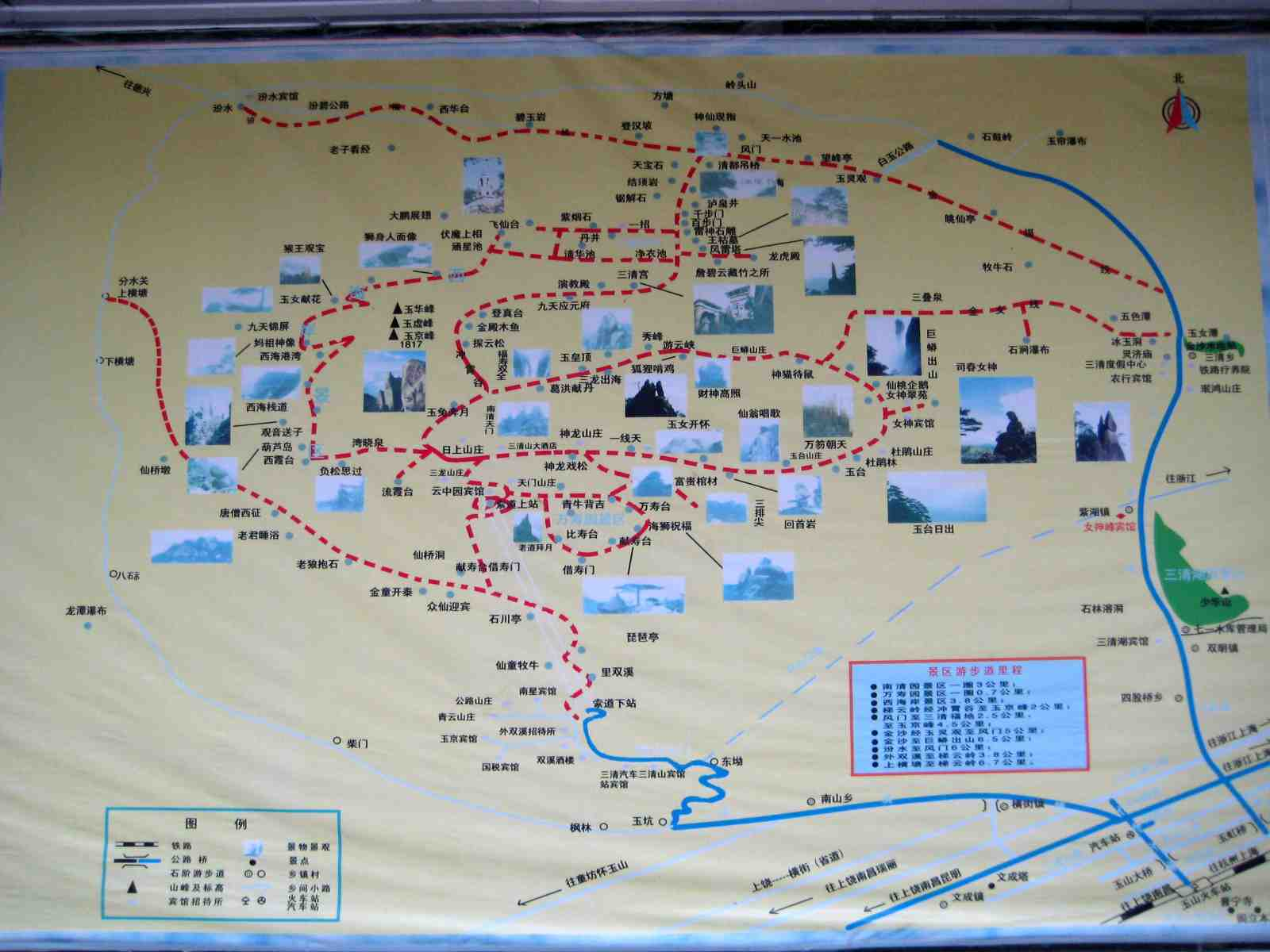
三清山地図
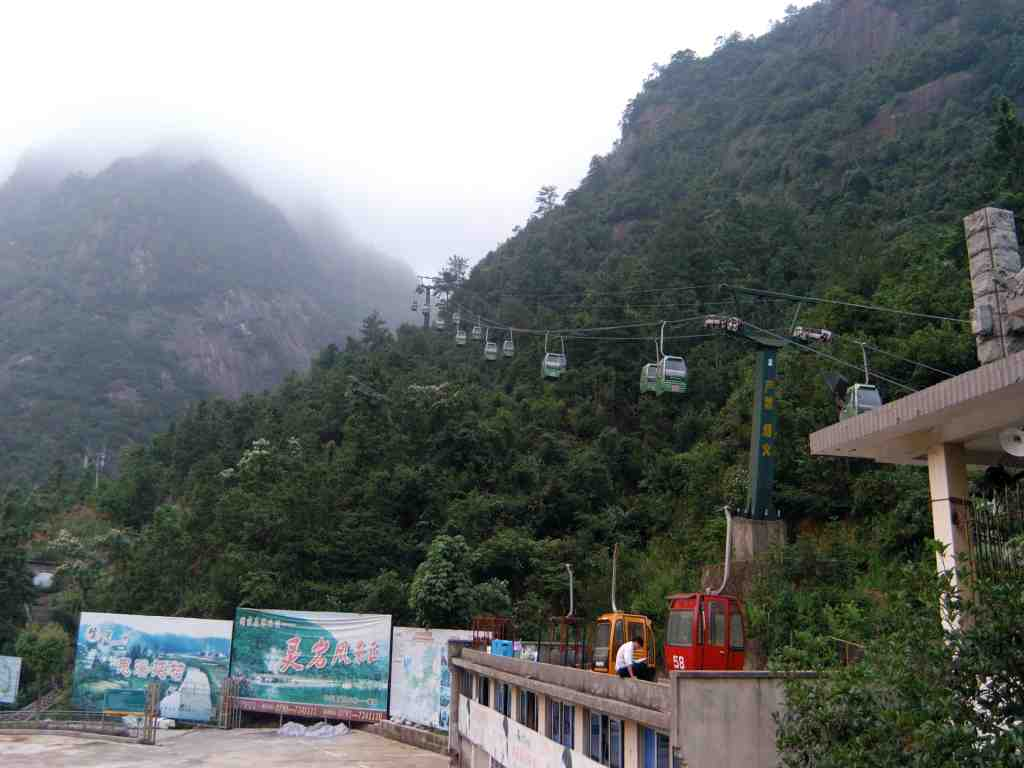
三清山索道
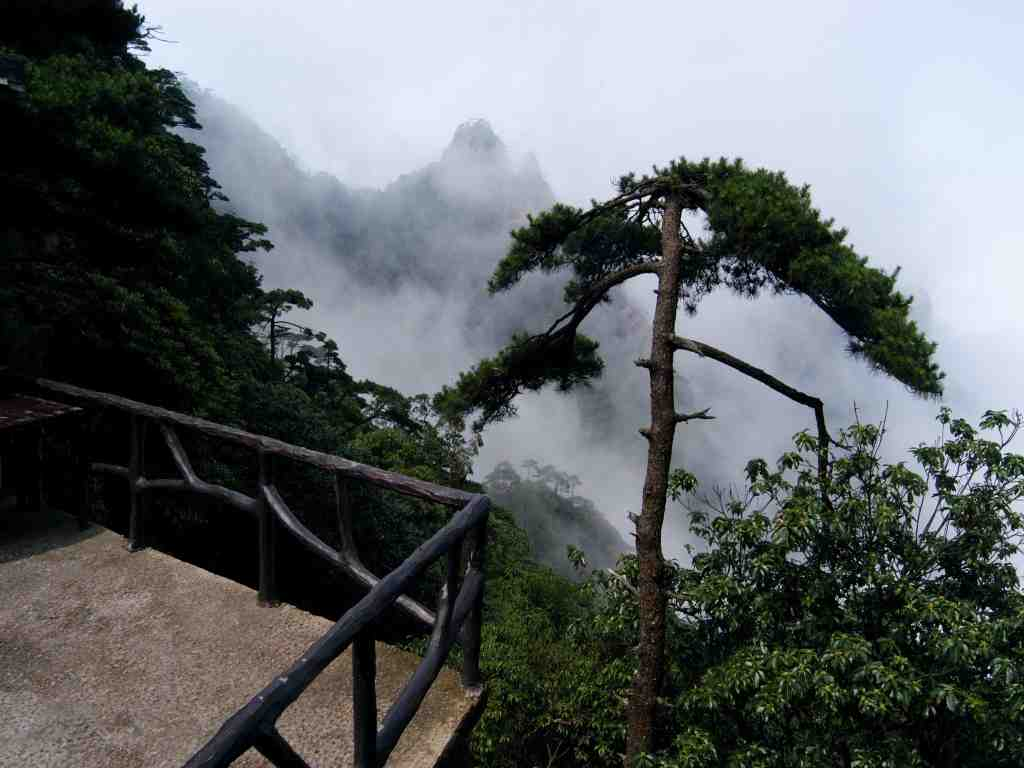
三清山上松樹
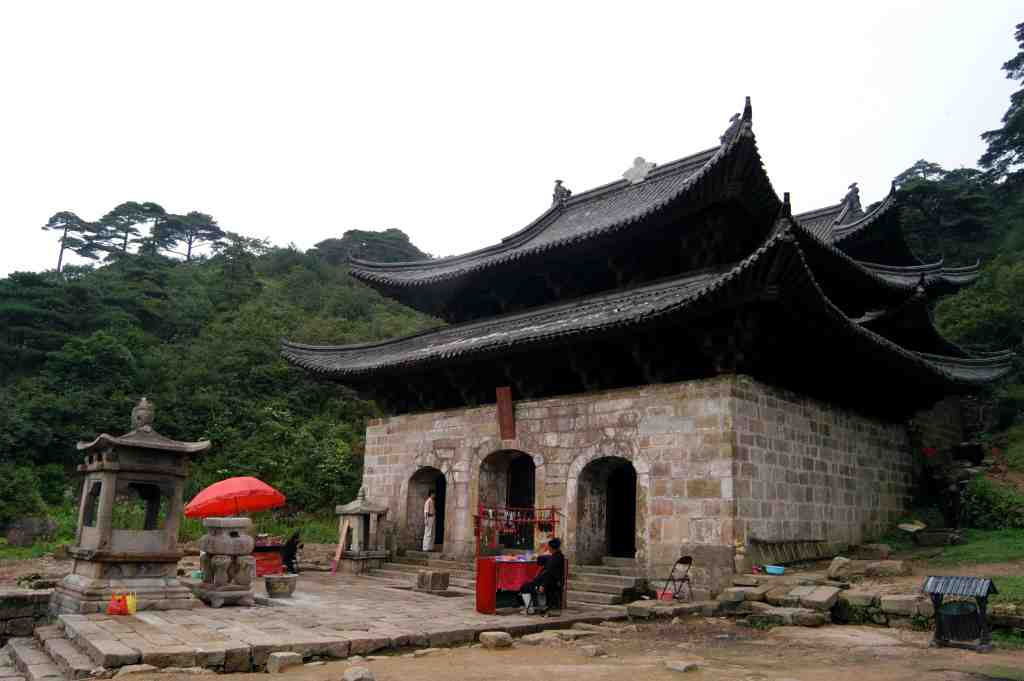
三清宮
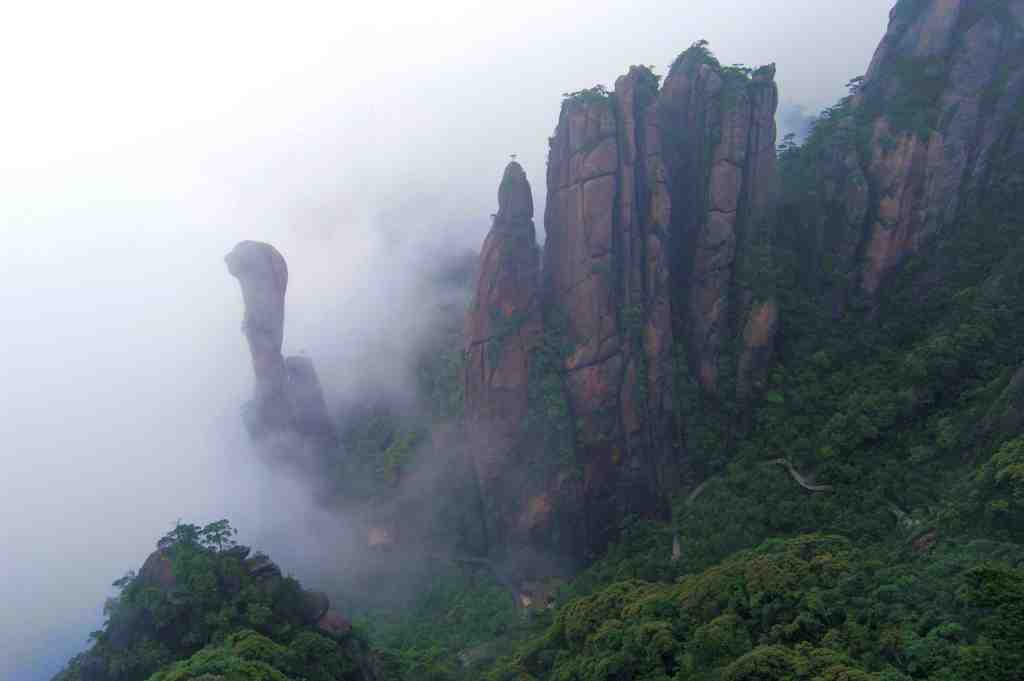
巨蟒出山打霧
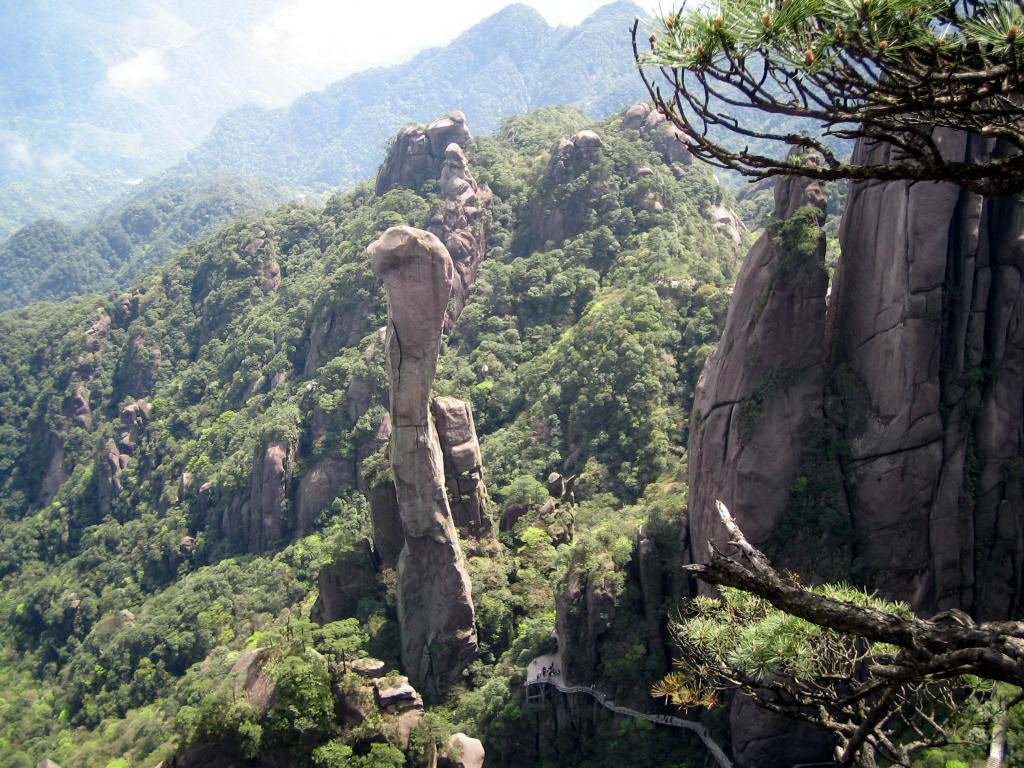
巨蟒出山
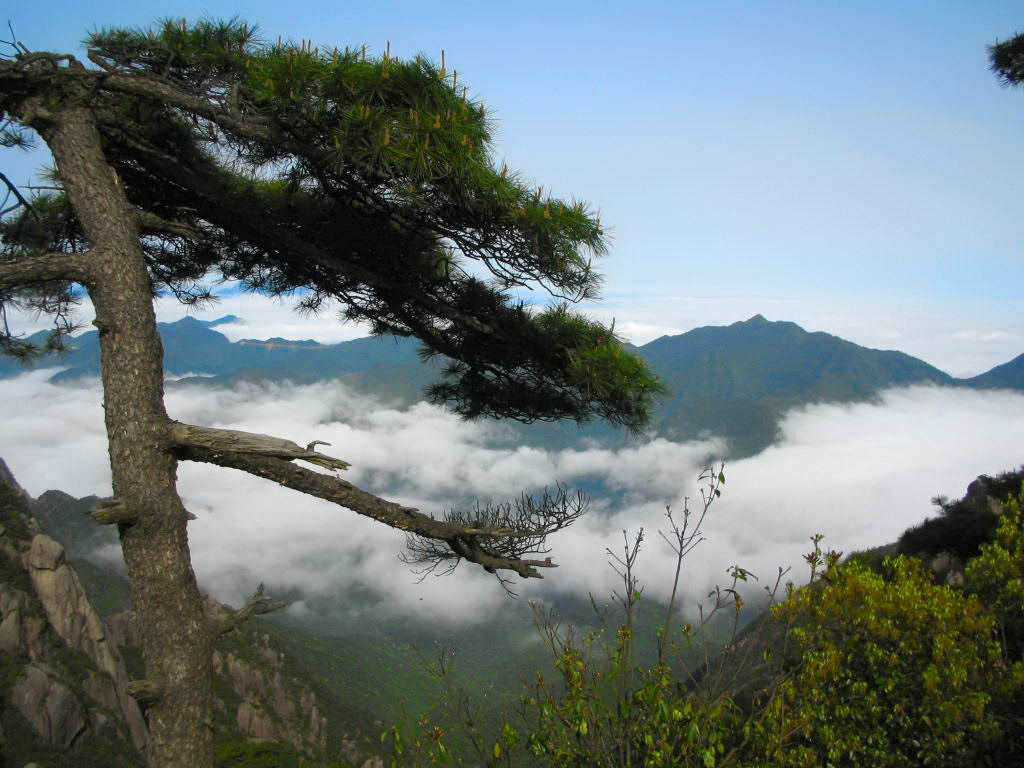
三清山風景
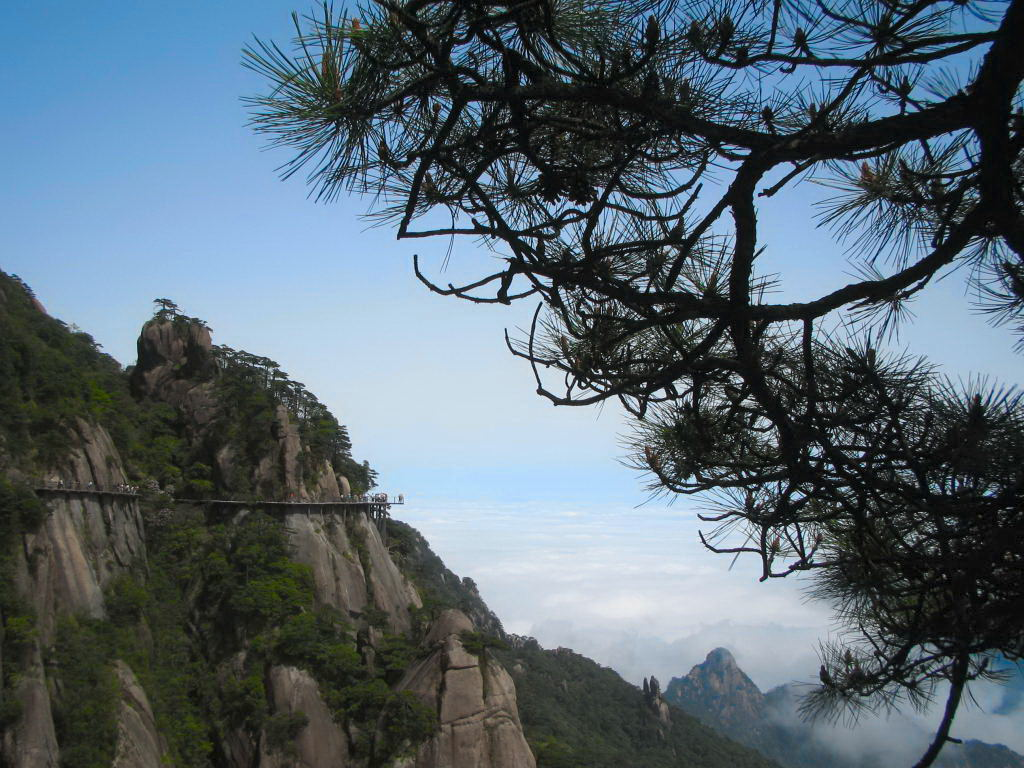
三清山風景
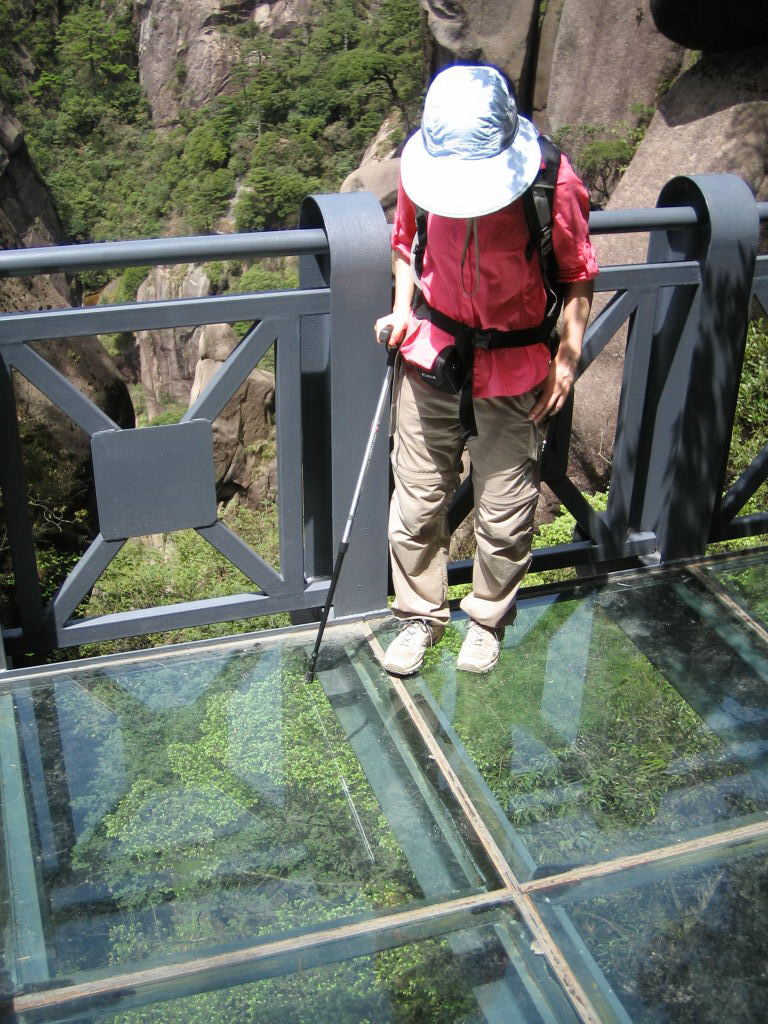
透明台
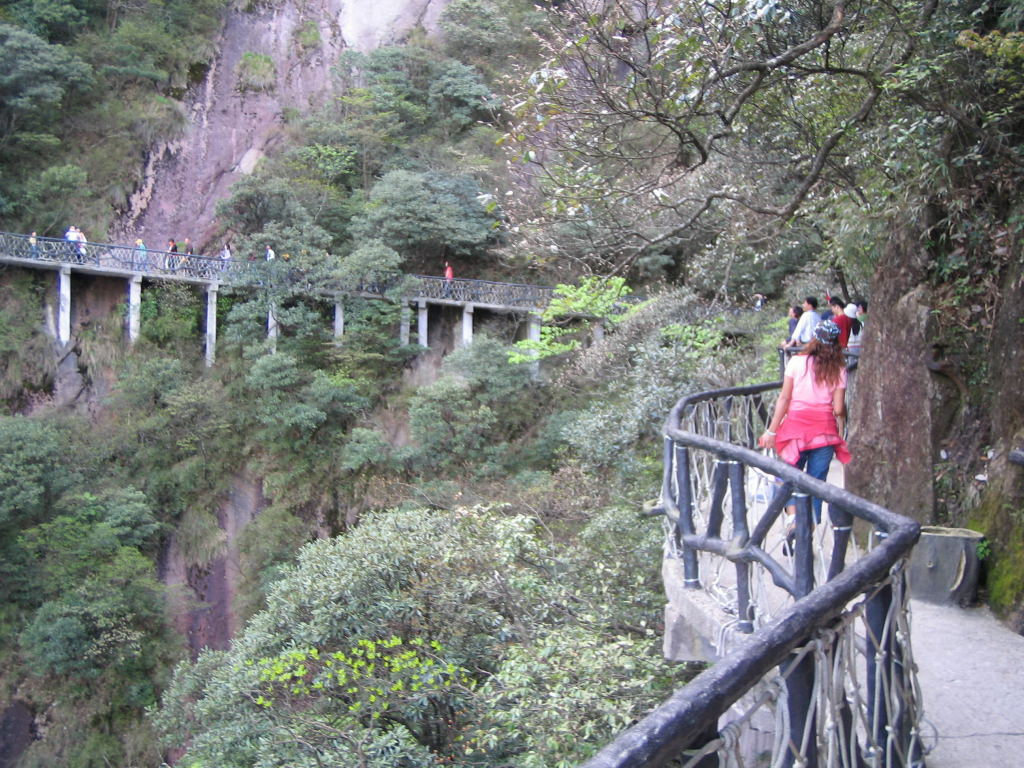
三清山風景
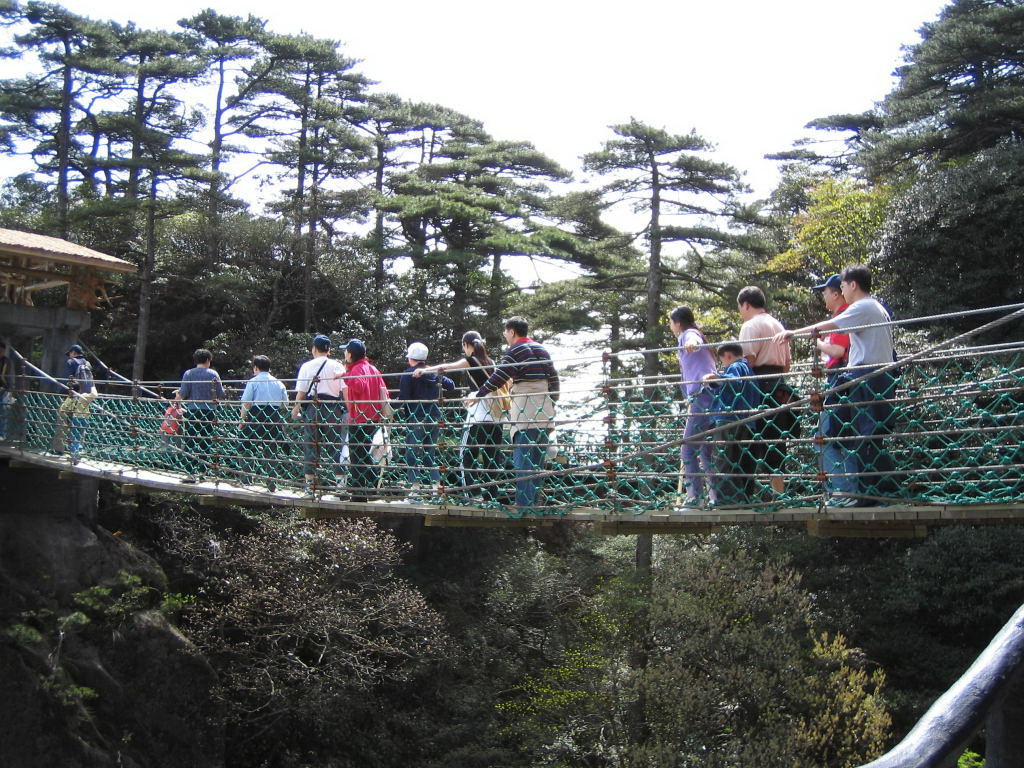
三清山風景